# Pollenia virescens
Pollenia virescens este o specie de muște din genul Pollenia, familia Calliphoridae. A fost descrisă pentru prima dată de Macquart în anul 1835.
Este endemică în Elveția. Conform Catalogue of Life specia Pollenia virescens nu are subspecii cunoscute.